# إندونيسيا في دورة الألعاب الآسيوية 1974
شَارَكَتْ إندونيسيا في دورة الألعاب الآسيوية 1974 التي عُقِدت بمدينة طهران الإيرانيَّة في الفترة المُمتدَّة من 1 إلى 16 سبتمبر 1974. حصل رياضيو إندونيسيا على 11 ميدالية إجمالًا، بما في ذلك ثلاث ميداليات ذهبية، وحلوا في المركز التاسع في جدول الميداليات.

## مَراجِع
1. ↑  "Overall medal standings – Tehran 1974". Olympic Council of Asia. ocasia.org. مؤرشف من الأصل في 2012-03-08. اطلع عليه بتاريخ 2011-06-24.